# 加曽利町
加曽利町（かそりちょう）は、日本の千葉県千葉市若葉区に位置する町である。郵便番号は264-0017。

## 地理

### 河川
- 都川
- 支川都川
- 坂月川

### 地価
住宅地の地価は、2017年（平成29年）の公示地価によれば、加曽利町987番13の地点で6万円/m2となっている。

## 世帯数と人口
2017年（平成29年）9月30日現在の世帯数と人口は以下の通りである。
| 町丁     | 世帯数    | 人口    |
| -------- | --------- | ------- |
| 加曽利町 | 3,182世帯 | 6,657人 |

## 小・中学校の学区
市立小・中学校に通う場合、学区は以下の通りとなる。
| 番地                                             | 小学校             | 中学校               |
| ------------------------------------------------ | ------------------ | -------------------- |
| 1～957 959～963 1100～1104 1115、1116 1509～1511 | 千葉市立都小学校   | 千葉市立加曽利中学校 |
| その他                                           | 千葉市立桜木小学校 | 千葉市立加曽利中学校 |

## 交通

### 鉄道
町内には鉄道は存在しない。

### バス
- 京成バス
- ちばフラワーバス
- 千葉中央バス

### 道路
- 国道126号
- 国道51号
- 都町中通り
- 小桜橋通り

## 施設
- 千葉市立加曽利中学校
- 千葉県立桜が丘特別支援学校